# وطى الجوز
وطى الجوز هي قرية لبنانية من قرى قضاء كسروان في محافظة جبل لبنان.